# ایان علی
ایان علی که بیشتر با نام ایان شناخته می‌شود مدل پاکستانی‌است که در ۳۰ ژوئیه ۱۹۹۳ در دوبی به دنیا آمده‌است. او حرفه مانکنی را از ۱۶ سالگی شروع کرد و به سرعت به عنوان یکی از مشهورترین مانکن‌های پاکستان شناخته‌شد. او همکنون به اتهام پول‌شویی در زندان ادیاله در بازداشت است.